# Pour La Réunion
Pour La Réunion (PLR) ist eine politische Partei auf Réunion. Sie entstand aus einer Abspaltung von der Kommunistischen Partei von La Réunion (PCR) und wurde 2012 von Huguette Bello, der damaligen Parlamentsabgeordneten und Bürgermeisterin von Saint-Paul, gegründet.

## Anlass der Gründung
Anlässlich der Parlamentswahl 2012 kündigte die Führung der Kommunistischen Partei von La Réunion im Dezember 2011 ihre Absicht an, Huguette Bello, die bisherige Abgeordnete des 2. Wahlkreises von La Réunion, im 7. Wahlkreis kandidieren zu lassen.
Bello hielt an ihrer Kandidatur im 2. Wahlkreis fest. Sie kandidierte somit gegen den offiziellen Kandidaten der PCR und erwog die Gründung eines Unterstützungskomitees über die sozialen Netzwerke. In der Folge wurde sie aus der Partei ausgeschlossen.
Die Bewegung „Pour La Réunion“ wurde am 13. Mai 2012 bei einem Treffen im Kino Cambaie in Saint-Paul im Beisein von mehr als 600 Personen gegründet. Die örtlichen Medien sprachen angesichts der Spaltung von einem „Bruderkrieg“.
Am 10. Juni 2012 wurde Huguette Bello im ersten Wahlgang mit 67,14 % der abgegebenen Stimmen erneut zur Abgeordneten in der Nationalversammlung gewählt.

## Wahlkämpfe

### Kommunalwahl 2014
Im Hinblick auf die Kommunalwahl 2014 in Saint-Paul bestimmte die PLR als Spitzenkandidatin Huguette Bello. und Olivier Hoarau in Le Port. Letzterer gewann die Wahl mit 55,31 % der Stimmen. während Huguette Bello in Saint-Paul mit 46,40 % gegen die rechte Liste von Joseph Sinimalé unterlag.
Mehrere Bürgermeister, die früher die PCR unterstützt hatten, hatten sich der Bewegung PLR bereits bei ihrer Gründung angeschlossen: Roland Ramakistin in Trois-Bassins, Jacques Técher in Cilaos und Daniel Alamélou in Sainte-Suzanne.

### Regionalwahl 2015
Im Dezember 2015 bildete die PLR anlässlich der Regionalwahl eine gemeinsame Liste mit der Sozialistischen Partei, der Partei Europe Écologie Les Verts, dem Mouvement Citoyen Réunionnais und der Union Démocratique pour Saint-André. Bello wurde als Spitzenkandidatin und Kandidatin der Linken für das Amt des Präsidenten des Regionalrats von La Réunion bestimmt.
Die Liste erlangte im ersten Wahlgang 23,8 % der Stimmen, womit sie hinter dem amtierenden Präsidenten Didier Robert (Les Républicains) auf dem zweiten Platz landete. Für den zweiten Wahlgang schloss Huguette Bello ein Bündnis mit Thierry Robert (MoDem) und Patrick Lebreton (PS-Abtrünniger); sie bildeten eine Liste der Linksunion die 47,31 % der Stimmen und 16 Sitze im Regionalrat erhielt. Diese Abgeordneten sitzen in der Fraktion Le Rassemblement.

### Parlamentswahl 2017
Bei der Präsidentschaftswahl 2017 beschloss die PLR, sich nicht zwischen Benoît Hamon und Jean-Luc Mélenchon zu entscheiden, und rief daher dazu auf, für beide Kandidaten zu stimmen. Bello gab Jean-Luc Mélenchon ihre Unterstützerunterschrift als gewählte Abgeordnete.
Bei der Parlamentswahl 2017 erhielt Huguette Bello Unterstützung von La France insoumise, die ihr im 2. Wahlkreis von La Réunion keinen eigenen Kandidaten entgegenstellte. Mit 73,59 % der Stimmen im zweiten Wahlgang wurde sie für ein fünftes Mandat gewählt. In der Nationalversammlung gehörte sie der Fraktion der Demokratischen und Republikanischen Linken an.
Die PLR beschloss auch die Kandidatur von Emmanuel Séraphin im 7. Wahlkreis von La Réunion. Dieser schied jedoch im ersten Wahlgang aus und erhielt nur 10,85 % der Stimmen.
Bei der Senatswahl 2017 stellte die PLR drei Kandidaten auf der Liste „La gauche rassemblée pour La Réunion“ (Le Progrès - PLR - MCR) auf: Monique Marmitou-Tacoun, Janick Cidney und Jasmine Beton. Die Liste wurde mit 10,24 % der abgegebenen Stimmen drittstärkste Kraft und erhielt keine gewählten Vertreter.

### Parlamentsnachwahl 2018
Am 23. und 30. September 2018 fand im 7. Wahlbezirk von La Réunion eine Nachwahl für die Legislative statt, nachdem der Verfassungsrat entschieden hatte, Thierry Robert als Abgeordneten abzusetzen. Wie schon 2017 stellte die PLR Emmanuel Séraphin, oppositioneller Stadtrat in Saint-Paul, als Kandidaten auf. Er wurde von der Sozialistischen Partei unterstützt, doch konnte zwischen der PLR und La France insoumise keine Einigung über eine gemeinsame Kandidatur erzielt werden.
Der von Olivier Hoarau und Huguette Bello unterstützte Emmanuel Séraphin hatte Laurène Nativel, Stadträtin von Saint-Louis und Regionalrätin, als Ersatzkandidatin.
Im ersten Wahlgang bekam er 9,49 % der Stimmen, was ihn auf den vierten Platz brachte, bei einer Wahlbeteiligung von 23,15 %.

### Die Wahl zum Europaparlament 2019
Für die Europawahlen 2019 hatte die PLR keinen nominierten Kandidaten auf einer der Listen, im Gegensatz zur Kommunistischen Partei von Réunion, die Julie Pontalba auf der Liste der PCF als Kandidatin aufstellte. Die PLR gab keine Wahlempfehlung ab, rief aber dazu auf, für eine linke Liste zu stimmen und Emmanuel Macron abzustrafen.

### Kommunalwahl 2020
Im Juli 2019 kündigte die Vorsitzende der PLR Huguette Bello an, dass sie wie schon 2014 bei den Kommunalwahlen 2020 in Saint-Paul kandidieren werde. Sie erhielt Unterstützung durch die PCR, mit der die Partei Gespräche über die Aufstellung gemeinsamer Listen für diese Wahlen aufgenommen hatte. Nach dem ersten Wahlgang lag Bello in Saint-Paul mit 36,59 % der Stimmen an der Spitze, während Olivier Hoarau in Le Port auf Anhieb wiedergewählt wurde, da seine Liste 58,26 % erhielt.
Im zweiten Wahlgang am 28. Juni eroberte Huguette Bello das Bürgermeisteramt von Saint-Paul mit 61,75 % der abgegebenen Stimmen gegen eine Liste der Rechtsunion zurück, und Jacques Técher gewann in Cilaos mit 55,42 % der Stimmen in einer Dreierkonstellation.

### Parlamentsnachwahl 2020
Am 20. und 27. September 2020 fand im 2. Wahlkreis von La Réunion eine Nachwahl für den Sitz in der Nationalversammlung statt, nachdem Huguette Bello, die seit 1997 Abgeordnete war, und ihr Ersatzkandidat Olivier Hoarau aufgrund von Mandatshäufung zurückgetreten waren. Die PLR nominierte Karine Lebon, Stadträtin von Saint-Paul, die die Unterstützung der Kommunistischen Partei von Réunion, der Sozialistischen Partei und von La France insoumise erhielt.
Im ersten Wahlgang erhielt die Liste 52,15 % der Stimmen, aber aufgrund der niedrigen Wahlbeteiligung musste ein zweiter Wahlgang stattfinden. Sie gewann im zweiten Wahlgang mit 71,96 % der Stimmen.

### Wahlen für den Regionalrat und den Departements-Rat 2021
Im Hinblick auf die Regionalwahl 2021 auf La Réunion wurden Gespräche zwischen der PLR und der PS aufgenommen, um zu versuchen, eine einheitliche Liste zusammenzustellen. Die Verhandlungen scheiterten im Februar 2021, und jede Partei entschied sich dafür, ihre eigene Liste für den ersten Wahlgang aufzustellen. Im April 2021 kündigte Huguette Bello ihre Kandidatur als Spitzenkandidatin einer Liste an, auf die sich die Parteien Pour La Réunion, La France insoumise und Croire et Oser geeinigt hatten, und die im ersten Wahlgang mit 20,74 % der Stimmen an zweiter Stelle stand.
Die Listen von Huguette Bello, Ericka Bareigts (PS) und von Patrick Lebreton (DVG) schlossen sich für den zweiten Wahlgang zusammen, sie erreichten 51,85 % der Stimmen und 29 Sitze im Rat, was es Huguette Bello ermöglichte, am 2. Juli 2021 zur Präsidentin des Regionalrats von La Réunion gewählt zu werden.
Für die gleichzeitig stattfindenden Departementswahlen stellte die PLR zwei bisherige Departementsräte, die im Kanton Le Port gewählt worden waren; einer von ihnen trat erneut an. Die Partei stellt außerdem in allen Kantonen, die die Stadt Saint-Paul umfassen, Zweierkandidaten auf. Keiner der von der PLR aufgestellten Kandidaten wurde gewählt.

### Parlamentswahl 2022
Für die Parlamentswahl 2022 schloss sich die PLR mit La France insoumise, der Sozialistischen Partei und Europe Écologie Les Verts im „Rassemblement réunionnais“ zusammen, das sich als Pendant der auf nationaler Ebene gebildeten Nouvelle Union populaire écologique et sociale für La Réunion versteht.
Die bisherige Abgeordnete der PLR, Karine Lebon, kandidierte für ihre Wiederwahl im 2. Wahlkreis von La Réunion, während Frédéric Maillot von der Parteiversammlung im 6. Wahlkreis nominiert wurde. Beide Kandidaten wurden gewählt. Eine Stellvertreterin aus der PLR, Nadine Marée, trat im 3. Wahlkreis an.

## Organisation
Die PLR steht unter dem Vorsitz von Huguette Bello und wird von Emmanuel Séraphin als Generalsekretär geleitet. Mit 24 Delegationen, die über die gesamte Insel verteilt sind, ist sie die drittgrößte politische Partei auf La Réunion. Im Jahr 2023 hatte die Bewegung etwa 1.100 Mitglieder.

## Mandatsträger der Partei

### Nationalversammlung
- XIV. Legislaturperiode (2012–2017):
  - Huguette Bello, Abgeordnete des 2. Wahlkreises von La Réunion.
- XV. Legislaturperiode (2017–2022):
  - Huguette Bello, Abgeordnete des 2. Wahlkreises (2017–2020) ;
  - Olivier Hoarau, Abgeordneter des 2. Wahlkreises, nachgerückt 2020 für Huguette Bello;
  - Karine Lebon, Abgeordnete des 2. Wahlkreises (2020–2022) als Nachrückerin für den zurückgetretenen Olivier Hoarau.
- XVI. Legislaturperiode (seit 2022):
  - Karine Lebon, Abgeordnete im 2. Wahlkreis;
  - Frédéric Maillot, Abgeordneter für den 6. Wahlkreis.

### Senat
- Legislaturperiode 2023–2026:
- Évelyne Corbière, Senatorin für La Réunion.

### Bürgermeister auf Réunion
- Emmanuel Séraphin, Bürgermeister von Saint-Paul.